# Pomposo Castellanos
Pomposo Castellanos es una localidad del estado mexicano de Chiapas. Es parte del municipio de Cintalapa.

## Demografía
| Gráfica de evolución demográfica |
|                                  |

| Censo | Población |
| ----- | --------- |
| 1940  | 218       |
| 1950  | 428       |
| 1960  | 535       |
| 1970  | 612       |
| 1980  | 916       |
| 1990  | 1 569     |
| 2000  | 1 370     |
| 2010  | 1 489     |
| 2020  | 1 726     |